# Etta James
Etta James, pseudonimo di Jamesetta Hawkins (Los Angeles, 25 gennaio 1938 – Riverside, 20 gennaio 2012), è stata una cantante statunitense di jazz, blues, soul, rhythm and blues e gospel.
Vincitrice di cinque Grammy Award e di diciassette Blues Music Awards, è stata inserita nella Rock and Roll Hall of Fame nel 1993, nella Blues Hall of Fame nel 2001 e nella Grammy Hall of Fame sia nel 1999 per il brano At Last che nel 2008 per il brano The Wallflower (Dance with Me, Henry) e vinse il Grammy Award alla carriera nel 2003. Negli anni cinquanta e sessanta incise i suoi maggiori successi di brani blues e rhythm and blues. È conosciuta per aver lanciato At Last, composizione che è stata inserita in film, trasmissioni televisive, spot pubblicitari e pagine web in streaming service e reinterpretata da artiste come Céline Dion, Christina Aguilera e Beyoncé. Cantava in un registro di contralto con ampia estensione vocale.

## Biografia
Nata a Los Angeles da madre afro-americana e padre bianco (Etta sosteneva fosse Rudolf "Minnesota Fats" campione di biliardo), Etta fu una bambina prodigio: a soli 5 anni cantava brani gospel nel coro della chiesa. Crebbe con le ballate di Billie Holiday e con l'urlato rock and roll di Little Richard.
Nel 1950 si trasferì con la madre a San Francisco, e a quattordici anni conobbe Johnny Otis, grazie al quale formò un gruppo con altre due ragazze, il trio The Creolettes. Decisivo sarà l'incontro con Otis anche per il cambio di nome, ottenuto dalla divisione ed inversione del suo nome di battesimo in Etta James.
Molto legata alla città di Chicago, in cui ha sede la Chess Records, inciderà per l'etichetta molti dei suoi dischi di maggior successo. All I Could Do Was Cry è il titolo di uno delle sue prime hit.
Fu comunque nel 1961, con l'incisione del singolo At Last, una ballata romantica con connotazioni blues e soul, che Etta James ottenne il trionfo internazionale.
Nei decenni successivi continuò a cantare con stile e profondità ballate blues, R&B e jazz, non mostrando mai segni di declino.
Etta James morì all'età di 73 anni il 20 gennaio 2012 nel Riverside Community Hospital a Riverside in California, dopo una lunga lotta contro il diabete e la leucemia. Negli ultimi tempi le era anche stato diagnosticato un principio della Malattia di Alzheimer.

## Curiosità
- Nel 2008 è stata interpretata da Beyoncé nel film Cadillac Records.
- Nel 2011 il disc jockey e produttore svedese Avicii usò un campionamento vocale della canzone di Something's Got a Hold on Me nel singolo Levels; altrettanto fece Flo Rida per il singolo Good Feeling, uscito anch'esso nel 2011.

## Discografia

### Album in studio
- 1960 – At Last!
- 1961 – The Second Time Around
- 1962 – Etta James
- 1962 – Etta James Sings for Lovers
- 1963 – Etta James Top Ten
- 1965 – The Queen of Soul
- 1966 – Call My Name
- 1968 – Tell Mama
- 1970 – Etta James Sings Funk
- 1971 – Losers Weepers
- 1973 – Etta James
- 1974 – Come a Little Closer
- 1976 – Etta Is Betta Than Evvah!
- 1978 – Deep in the Night
- 1980 – Changes
- 1989 – Seven Year Itch
- 1990 – Stickin' to My Guns
- 1992 – The Right Time
- 1994 – Mystery Lady: Songs of Billie Holiday - seconda posizione nella Jazz Albums e Grammy Award for Best Jazz Vocal Album 1995
- 1995 – Time After Time - quinta posizione nella Jazz Albums
- 1997 – Love's Been Rough on Me - sesta posizione nella Blues Albums
- 1998 – Life, Love & The Blues - terza posizione nella Blues Albums
- 1998 – 12 Songs of Christmas - quinta posizione nella Blues Albums
- 1999 – Heart of a Woman - quarta posizione nella Blues Albums
- 2000 – Matriarch of the Blues - seconda posizione nella Blues Albums
- 2001 – Blue Gardenia - prima posizione nella Jazz Albums
- 2001 – Love Songs - seconda posizione nella Blues Albums
- 2002 – Burnin' Down the House: Live at the House of Blues - prima posizione nella Blues Albums
- 2003 – Let's Roll - prima posizione nella Blues Albums e Grammy Award for Best Contemporary Blues Album 2004
- 2004 – Blues to the Bone - quarta posizione nella Blues Albums e Grammy Award for Best Traditional Blues Album 2005
- 2006 – All the Way
- 2008 – Playlist: Your Way, Geffen - settima posizione nella Blues Albums
- 2010 – Icon, Geffen - prima posizione nella Blues Albums
- 2011 – The Dreamer - seconda posizione nella Blues Albums

### Singoli
- 1955 – The Wallflower R&B #1(4)
- 1955 – Good Rockin' Daddy R&B #6
- 1960 – All I Could Do Was Cry R&B #1(3)
- 1960 – If I Can't Have You (Etta & Harvey) #5
- 1960 – My Dearest Darling R&B #3
- 1960 – Spoonful (Etta & Harvey) #5
- 1961 – At Last R&B #1(1)
- 1961 – Trust In Me R&B #4
- 1961 – Fool That I Am R&B #10
- 1961 – Dream R&B #20
- 1961 – Don't Cry, Baby R&B #5
- 1961 – Seven Day Fool R&B #19
- 1961 – It's Too Soon To Know R&B #19
- 1962 – Something's Got a Hold on Me R&B #4
- 1962 – Stop The Wedding R&B #6
- 1962 – Next Door To The Blues R&B #11
- 1962 – Would It Make Any Difference To You R&B #4
- 1963 – Pushover R&B #4